# Passalus anguliferus
Passalus anguliferus is een keversoort uit de familie Passalidae. De wetenschappelijke naam van de soort is voor het eerst geldig gepubliceerd in 1835 door Percheron.